# 俄罗斯旗帜列表
本列表为俄罗斯各类旗帜的列表。
|      | 民用旗 | 政府旗   | 军旗   |
| ---- | ------ | -------- | ------ |
| 陸用 | 民用旗 | 政府旗   | 軍用旗 |
| 海用 | 民船旗 | 政府船旗 | 軍艦旗 |

## 国旗
- 俄羅斯聯邦國旗 
 1993-至今；比例2:3

### 历史国旗
- 奧廖爾護衛艦（英语：Russian frigate Oryol）艦艏旗，目前發現最早代表沙皇的旗幟
1668
- 非正式的俄羅斯帝國国旗[a]
 1700[1]–1858；比例2:3
- 官方的俄羅斯帝國国旗
 1700–1858；比例2:3
- 用于庆典的俄罗斯皇家旗[2][3][4][5][6][b]
 1858–1883；比例2:3
- 非正式的俄羅斯帝國国旗
 1883-1917；比例2:3
- 官方的俄羅斯帝國国旗 
 1858–1917；比例2:3
- 非官方的俄羅斯帝國国旗[c] 
 1914–1917；比例2:3
- 官方的俄羅斯帝國国旗[d] 
 1914–1917；比例2:3
- 俄羅斯蘇維埃聯邦社會主義共和國 
 1918–1918；比例2:3
- 俄羅斯蘇維埃聯邦社會主義共和國 
 1918–1937；比例1:2
- 俄羅斯蘇維埃聯邦社會主義共和國 
 1920–1937；比例1:2
- 俄羅斯蘇維埃聯邦社會主義共和國 
 1937–1954；比例1:2
- 俄羅斯蘇維埃聯邦社會主義共和國 
 1954–1991；比例1:2
- 蘇維埃社會主義共和國聯盟[e]
 1922–1923；比例1:2
- 蘇維埃社會主義共和國聯盟 
 1923–1924；比例1:2
- 蘇維埃社會主義共和國聯盟 
 1924–1936；比例1:2
- 蘇維埃社會主義共和國聯盟 
 1936–1955；比例1:2
- 蘇維埃社會主義共和國聯盟
 1955–1980；比例1:2
- 蘇維埃社會主義共和國聯盟
 1980–1991；比例1:2
- 俄羅斯聯邦[f]
 1991–1993；比例1:2

## 总统旗
- 俄羅斯聯邦总统旗 
 1994-至今；比例1:1

## 军旗
- 俄羅斯联邦国防部旗 
 1992-至今；比例2:3
- 俄羅斯联邦武装力量旗
 2000-至今；比例接近1:1
- 胜利旗[g]
- 俄羅斯陆军旗
 1996-至今；比例2:3
- 俄羅斯空军旗
 1992-至今；比例2:3
- 俄羅斯海军旗[h]
1991-至今；比例2:3
- 俄羅斯海军舰首旗
- 俄羅斯空降军旗
 1993-至今；比例2:3
- 俄罗斯战略火箭军旗

## 非军事安全部队
- 俄罗斯紧急情况部旗
 1992-至今；比例2:3
- 俄罗斯紧急情况部部门旗
 1992-至今；比例2:3
- 俄罗斯边防军旗
- 俄罗斯海巡队旗

## 各俄罗斯联邦主体旗帜

俄罗斯联邦主体（附编号）

俄罗斯各联邦主体均有自己的旗帜及徽章，依据俄罗斯政府对各联邦主体的编号进行排列

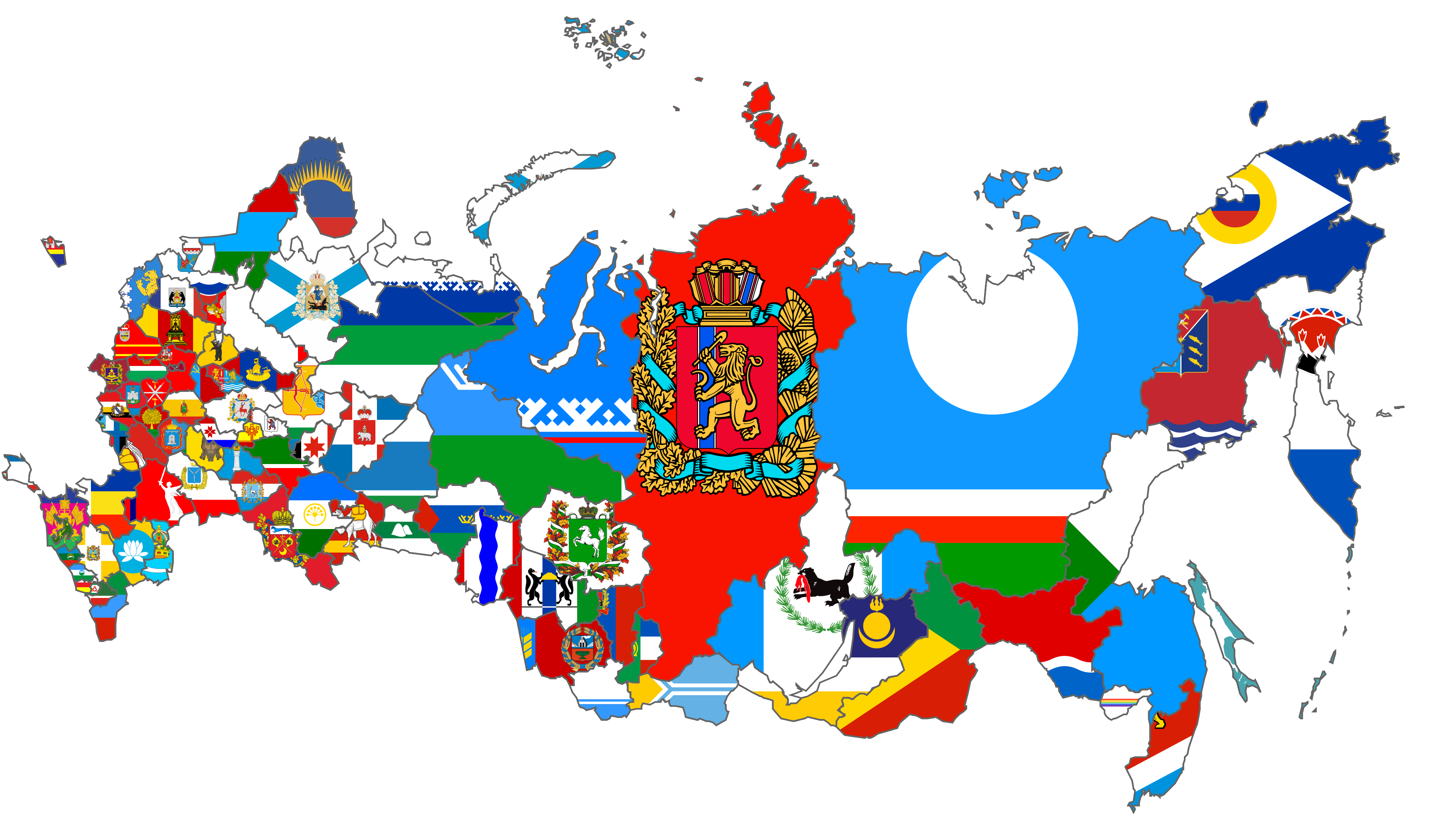
依据俄罗斯政府对各联邦主体的编号进行排列映射到俄罗斯地图上。

### 共和国
- （1）阿迪格共和国
- （2）巴什科尔托斯坦共和国
- （3）布里亚特共和国
- （4）阿尔泰共和国
- （5）达吉斯坦共和国
- （6）印古什共和国
- （7）卡巴尔达-巴尔卡尔共和国
- （8）卡尔梅克共和国
- （9）卡拉恰伊-切尔克斯共和国
- （10）卡累利阿共和国
- （11）科米共和国
- （12）马里埃尔共和国
- （13）莫尔多瓦共和国
- （14）萨哈共和国
- （15）北奥塞梯共和国
- （16）鞑靼斯坦共和国
- （17）图瓦共和国
- （18）乌德穆尔特共和国
- （19）哈卡斯共和国
- （20）车臣共和国
- （21）楚瓦什共和国
- （93）克里米亚共和国（名义上归乌克兰）

### 边疆区
- （22）阿尔泰边疆区
- （23）克拉斯诺达尔边疆区
- （24）克拉斯诺亚尔斯克边疆区
- （25）滨海边疆区
- （26）斯塔夫罗波尔边疆区
- （27）哈巴罗夫斯克边疆区
- （90）彼尔姆边疆区
- （91）堪察加边疆区
- （92）外贝加尔边疆区

### 州
- （28）阿穆尔州
- （29）阿尔汉格尔斯克州
- （30）阿斯特拉罕州
- （31）别尔哥罗德州
- （32）布良斯克州
- （33）弗拉基米尔州
- （34）伏尔加格勒州
- （35）沃洛格达州
- （36）沃罗涅日州
- （37）伊万诺沃州
- （38）伊尔库茨克州
- （39）加里宁格勒州
- （40）卡卢加州
- （42）科麦罗沃州
- （43）基洛夫州
- （44）科斯特罗马州
- （45）库尔干州
- （46）库尔斯克州
- （47）列宁格勒州
- （48）利佩茨克州
- （49）马加丹州
- （50）莫斯科州
- （51）摩尔曼斯克州
- （52）下诺夫哥罗德州
- （53）诺夫哥罗德州
- （54）新西伯利亚州
- （55）鄂木斯克州
- （56）奥伦堡州
- （57）奥廖尔州
- （58）奔萨州

- （60）普斯科夫州
- （61）罗斯托夫州
- （62）梁赞州
- （63）萨马拉州
- （64）萨拉托夫州
- （65）萨哈林州
- （66）斯维尔德洛夫斯克州
- （67）斯莫棱斯克州
- （68）坦波夫州
- （69）特维尔州
- （70）托木斯克州
- （71）图拉州
- （72）秋明州
- （73）乌里扬诺夫斯克州
- （74）车里雅宾斯克州
- （76）雅罗斯拉夫尔州

### 联邦自治市
- （77）莫斯科
- （78）圣彼得堡
- （94）塞瓦斯托波爾（名义上归乌克兰）

### 自治州
- （79）犹太自治州

注解：犹太自治州为全俄唯一自治州（1991年苏联解体后，时任总统叶利钦签署命令决定的）。

### 自治区
- （83）涅涅茨自治区
- （86）汉特-曼西自治区
- （87）楚科奇自治区
- （89）亚马尔-涅涅茨自治区

### 部分联邦主体城市市旗
- 奥廖尔市市旗

### 不复存在的联邦主体
注：彼尔姆州（59）使用现彼尔姆边疆区旗帜，赤塔州（75）使用现外贝加尔边疆区旗帜
- （41）堪察加州
- （80）阿加布里亚特自治区
- （81）科米彼尔米亚克自治区
- （82）科里亚克自治区
- （84）泰梅尔自治区（多尔干—涅涅茨自治区）
- （85）乌斯季奥尔登斯基布里亚特自治州
- （88）埃文基自治区